# Orsima constricta
Orsima constricta är en spindelart som beskrevs av Simon 1901. Orsima constricta ingår i släktet Orsima och familjen hoppspindlar. Inga underarter finns listade i Catalogue of Life.